# 29. svibnja
29. svibnja (29. 5.) 149. je dan godine po gregorijanskom kalendaru (150. u prijestupnoj godini).
Do kraja godine ima još 216 dana.

## Događaji
- 1453. – Poslije duge opsade, turska vojska, sa sultanom Mehmedom II. na čelu, zauzela Carigrad (Konstantinopol,  Istanbul), prijestolnicu nekada moćnog Bizantskog carstva, a tada je poginuo i posljednji bizantski car Konstantin XI. Paleolog.
- 1867. – Nagodbom je od Habsburškog Carstva stvorena Austro-Ugarska.
- 1903. – U Beogradu ubijeni kralj Aleksandar Obrenović i njegova žena Draga Mašin.
- 1914. – U sudaru britanskog putničkog broda "Carica Irske" i norveškog teretnjaka "Storstat" na rijeci St. Lawrence, u Kanadi, poginulo najmanje 1.012 ljudi.
- 1927. – U Zagrebu je osnovana Velika simbolička loža "Libertas".
- 1929. – Prvi zvučni film u boji "On with the Show" prikazan u New Yorku.
- 1953. – Novozelandski planinar Edmund Hillary i Nepalac Tenzing Norgay osvojili najviši planinski vrh na zemlji Mount Everest (8.848 metara) na Himalajima i time postali prvi ljudi u povijesti planinarstva koji su se popeli na "krov svijeta".
- 1953. – Osnovano je Zagrebačko dramsko kazalište, današnje Dramsko kazalište Gavella.
- 1982. – Papa Ivan Pavao II. postaje prvi papa koji je posjetio Katedralu u Canterburyju.
- 1985. – Na stadionu "Heysel" u Bruxellesu, neposredno prije početka finalne utakmice Kupa europskih prvaka u nogometu između Liverpoola i Juventusa, došlo do vandalskog napada navijača iz Engleske na talijanske navijače, pri čemu je poginulo 39 Talijana i povrijeđeno više od 400 ljudi.
- 1999. – Hrvatska odbila zahtjev Haaškog suda za pokretanje istrage o zločinima počinjenim nad srpskim civilima u operaciji "Oluja" u kolovozu 1995. godine.
- 2008. – Proglašen Nacionalni park Una.

| - 1265. – Dante Alighieri, talijanski pjesnik († 1321.) - 1500. – Bartolomeu Dias, portugalski pomorac i istraživač († 1450.) - 1504. – Antun Vrančić, crkveni prelat, diplomat i pisac († 1573.) - 1630. – Karlo II., kralj Engleske († 1685.) - 1816. – Ivan Kukuljević Sakcinski, hrvatski političar, književnik i povjesničar († 1889.) - 1838. – Ivan Berlaković, gradišćanskohrvatski pisac i svećenik († 1893.) - 1843. – Ivan Banjavčić, hrvatski političar i dobrotvor † 1913.) - 1860. – Isaac Albéniz, španjolski pijanist i skladatelj († 1909.) - 1894. – Josef von Sternberg, američki filmski redatelj austrijskog podrijetla († 1969.) - 1917. – John F. Kennedy, američki političar i predsjednik († 1963.) - 1929. – Harry Frankfurt, američki filozof - 1955. – Ivanka Boljkovac, hrvatska operna pjevačica - 1958. – Annette Bening, američka glumica - 1959. – Rupert Everett, engleski glumac - 1959. – Vedran Mornar, hrvatski je znanstvenik | - 1379. – Henrik II. Kastiljski, prvi vladar Kastilije (* 1334.) - 1453. – Konstantin XI. Paleolog, posljednji bizantski car (* 1405.) - 1910. – Milij Aleksejevič Balakirev, ruski skladatelj i dirigent (* 1837.) - 1964. – Fred Reinfeld, američki šahist (* 1910.) - 1979. – Mary Pickford, američka filmska glumica kanadskog podrijetla (* 1892.) - 1982. – Romy Schneider, filmska glumica (* 1938.) - 1994. – Erich Honecker, istočnonjemački komunistički čelnik i predsjednik (* 1912.) - 1997. – Jeff Buckley, američki pjevač i gitarist (* 1966.) - 2004. – Ivica Šerfezi, hrvatski kantautor i pjevač zabavne glazbe (* 1935.) |

## Blagdani i spomendani
- Sveti Euzebije i Polion